# بئر آل باسلامه (حورة)
'

تعديل مصدري - تعديل

بئر باسلامه آل باداس هي إحدى قرى عزلة حوره بمديرية حورة التابعة لمحافظة حضرموت، بلغ تعداد سكانها 26 نسمة حسب تعداد اليمن لعام 2004.